# Gabriel Rufián Romero
Gabriel Rufián Romero (Santa Coloma de Gramenet, 8 de febrer de 1982), de nom de naixement Juan Gabriel Rufián Romero, és un activista social i polític català vinculat amb moviments socials d'esquerres. És diputat al Congrés dels Diputats per Esquerra Republicana des de l'any 2016.
En destaca la implicació en els drets socials i la lluita pel dret d'autodeterminació de Catalunya. És diplomat en relacions laborals i màster en Direcció de recursos humans (Universitat Pompeu Fabra) i expert en selecció, formació i comunicació. A les Eleccions generals espanyoles de 2015, 2016, abril de 2019 i novembre de 2019 es va presentar com a cap de llista d'ERC i va ser elegit diputat al Congrés dels diputats d'Espanya. La tardor de 2022 va anunciar la seva intenció de presentar-se com candidat a batlle de Santa Coloma de Gramenet a les eleccions municipals de 2023.

## Biografia laboral
Abans de dedicar-se a la política va treballar deu anys en una empresa de treball temporal (ETT) anomenada Organització Activa, que va estar fusionada amb el Grup Cosmos, dedicat a l'outsourcing a Xile, l'Argentina, Romania i l'Índia. L'empresa va fer suspensió de pagaments a l'octubre de 2014. Rufián va seguir treballant a Maipú Works SL (empresa de subcontractació de personal industrial, regulada per la Llei 32/2006), creada amb excompanys de l'anterior empresa, on hi va treballar fins al juny de 2015.

## Activisme
Fill i net d'andalusos de Jaén i Granada, va créixer entre el barri del Fondo de Santa Coloma de Gramenet i Badalona. Posteriorment, ha residit a Badalona i Sabadell, on va anar a viure per sis mesos per implantar-hi una oficina de relacions laborals i s'hi ha quedat a viure.
Destaca la seva activitat com a membre de Súmate, des del 2014 des d'on reivindica l'independentisme expressat en castellà. El febrer de 2014 inicia el seu primer acte com a portaveu de Súmate (plataforma creada la tardor de 2013). L'hivern de 2014 esdevé membre de l'Assemblea Nacional Catalana (ANC) i al maig del mateix any és escollit membre del Secretariat Nacional (8è candidat més votat, amb 3910 vots). Intervé assíduament en actes com a conferenciant i taules rodones arreu de Catalunya. L'11 de setembre del mateix any esdevé un dels protagonistes de la Via Lliure cap a la República Catalana fent de portaveu de l'ANC en castellà a l'escenari central de l'acte de la Diada situat a la Meridiana de Barcelona.
Durant la campanya electoral per a les eleccions catalanes del 27 de setembre de 2015, participa en actes de campanya fent crida al vot dels castellanoparlants i al final de l'acte final de campanya de Junts pel Sí.

## Política
El novembre de 2015 es va anunciar que encapçalaria la llista d'Esquerra Republicana de Catalunya a les eleccions espanyoles al Congrés dels Diputats del 20 de desembre. Fou elegit diputat per a la XI legislatura. Entre les seves intervencions destaquen la del ple d'investidura de Pedro Sánchez, la dirigida a la Defensora del Poble, i la que defensava la derogació de la reforma laboral. El maig de 2016 és nomenat novament cap de llista d'Esquerra per les eleccions al Congrés del 26 de juny, formant de nou tàndem amb Joan Tardà.
Va ser cap de llista de la circumscripció de Barcelona per Esquerra Republicana a les eleccions al Congrés de l'abril de 2019, desembre de 2019 i juliol de 2023. En totes les eleccions va ser escollit diputat electe.

## Intervenció en mitjans de comunicació
Paral·lelament a la seva intensa activitat a les xarxes socials, ha estat col·laborador habitual de debats i tertúlies d'actualitat política a diversos mitjans de comunicació (entre altres, en programes com 2324 de Televisió de Catalunya, El Matí de Catalunya Ràdio, El Punt Avui TV, 13 TV...). També ha publicat regularment articles d'opinió a diaris digitals (El Matí Digital, El Singular, Nació Digital, El Punt Avui, El Món, entre altres) i és objecte d'entrevistes a diversos mitjans.